# Mitromorpha candeopontis
Mitromorpha candeopontis é uma espécie de gastrópode do gênero Mitromorpha, pertencente a família Mitromorphidae.